# Ediciones Dolmen
Ediciones Dolmen, S.L. es una editorial madrileña especializada en la publicación de CD-ROMs y DVD sobre arte e Historia.

## Colecciones
Los títulos siguientes corresponden a las principales colecciones de Ediciones Dolmen:
- Arte español
- Grandes batallas de la II Guerra Mundial
- Grandes genios de la pintura
- Historia de España
- Obras maestras

## Publicaciones
Estos son sólo algunos ejemplos de las publicaciones de Ediciones Dolmen:
- Gran enciclopedia de la pintura: técnicas de pintura
- Animales y flores
- Leonardo Da Vinci[2]
- Miguel Ángel
- Diego Velázquez
- Francisco de Goya
- El Greco
- Rembrandt
- Manet
- Zurbarán
- Gauguin
- Degas
- Van Eyck
- Friedrich
- Murillo
- La guerra relámpago
- La batalla del desierto
- Operación Babarroja
- Desafío en el Pacífico
- Operación ciudadela
- El fin del sueño romano
- La fortaleza de Hitler
- El duro camino de la victoria
- El ocaso de los dioses
- Apocalipsis en el Pacífico
- Los mejores paisajes
- Los mejores palacios y castillos
- Las mejores esculturas
- Las mejores pinturas religiosas y mitológicas
- Las mejores iglesias y catedrales
- Los mejores desnudos
- Los mejores retratos
- Prehistoria y culturas antiguas
- Hispania romana
- Alta Edad Media
- La España de las revoluciones
- Restauración y fin de la monarquía
- II República y Guerra Civil
- Dictadura franquista y transición democrática
- Baja Edad Media
- La España de los Borbones I
- Todo sobre Vermeer
- Grandes civilizaciones